# Hyvinkää vasútállomás
Hyvinkää vasútállomás Finnországban, Hyvinkää településen található.

## Vasútvonalak
Az állomást az alábbi vasútvonalak érintik:
- Helsinki–Riihimäki-vasútvonal
- Hanko–Hyvinkää-vasútvonal
- Hyvinkää–Karis-vasútvonal

## Kapcsolódó állomások
A vasútállomáshoz az alábbi állomások vannak a legközelebb:
- Riihimäki vasútállomás (Riihimäki vasútállomás, Helsinki–Riihimäki-vasútvonal, T Helsinki - Riihimäki)
- Riihimäki vasútállomás (Hämeenlinna vasútállomás, D Helsinki - Hämeenlinna)
- Riihimäki vasútállomás (Nokia vasútállomás, R Helsinki-Tampere)
- Järvenpää vasútállomás (Helsinki Central, D Helsinki - Hämeenlinna)
- Jokela vasútállomás (Helsinki Central, R Helsinki-Tampere, T Helsinki - Riihimäki)